# 伊拉克國家男子足球隊
伊拉克國家足球隊是為中東國家伊拉克的足球代表隊，它是由伊拉克足球協會負責管理。伊拉克擁有自己的足球聯賽—伊拉克足球聯賽。伊拉克曾經在1986年時晉身世界盃的決賽周，是其中一支最早晉身世界杯決賽周的阿拉伯國家球隊，卻在該屆在首圈出局。

## 歷史
伊拉克首次參加世界杯外圍賽是1974年世界杯。在1986年世界杯外圍賽，伊拉克淘汰卡塔爾、阿聯酋及敘利亞等球隊，取得當年西亞區唯一的出線資格，晉身1986年世界杯，這也是伊拉克至今唯一一次參與世界杯決賽周。伊拉克在決賽周分別敗給墨西哥、比利時及巴拉圭，分組賽三戰全敗出局。
在萨达姆·侯赛因政權統治伊拉克 期間(1979年至2003年)，伊拉克的體育部曾一度由侯賽因之子乌代·侯赛因所掌管，他曾恐嚇及規定若球隊被對手擊敗的話，球員以及教練都會受到如鞭打、刖足或踢有刺的足球等的刑罰，但烏代的恐嚇手段反而令伊拉克隊在國際賽上取不到更好的成績。後來經過伊拉克戰爭後侯賽因政權倒台，烏代掌管伊拉克足球的時代亦告結束。雖然伊拉克被美軍進駐，民族和宗教衝突持續發生，伊拉克足球隊的主場賽事更因安全問題需要安排在其他國家舉行，但伊拉克足球隊反而在國際性賽事中比侯賽因時代有更良好的表現，如在雅典奧運中，他們先後擊敗葡萄牙、澳洲等國家隊，最終取得第四；而在2007年的亞洲盃，他們在被看淡的情況下，先在分組賽擊敗奪標熱門澳洲，以小組首名出線，之後又在準決賽戰勝另一支熱門，首次晉身至決賽之中。於決賽又以1比0戰勝三屆冠軍沙特阿拉伯，傳奇地第一次奪得亞洲盃冠軍。
奪取亞洲杯的伊拉克沒法將好成績延續到2010年世界杯外圍賽中，他們在首輪分組賽不敵澳洲及卡塔爾黯然出局，至2011年亞洲杯，衛冕冠軍的伊拉克雖能以分組賽次名晉級次圈淘汰賽，但再次以0-1敗給澳洲出局。
2014年世界杯外圍賽首輪分組賽，伊拉克力壓約旦及中國，以小組首名出線次輪分組賽。但是10强赛伊拉克队在2012年11月教练济科辞职后成绩再度下滑，在多哈以0-1敗给日本後，提早一輪比賽宣告出局。
2015年亞洲盃足球賽，伊拉克分組初賽壓倒約旦以小組次名出線，八強賽與伊朗激戰120分鐘打成3-3平手，最後憑互射十二碼戰勝伊朗晉級四強，但伊拉克在準決賽以0-2敗給南韓，再在季軍戰以2-3敗給阿聯酋，得到殿軍。
2018年世界杯外圍賽首輪分組賽，伊拉克落後於泰國，以最佳小組次名出線次輪分組賽。在12强赛伊拉克队被日本、沙特阿拉伯、澳洲等球隊力壓，只得小組第五名出局。
2019年亞洲盃足球賽，伊拉克以小組次名出線十六強，但在十六強賽以0-1不敵卡塔爾出局。
2022年世界盃外圍賽，伊拉克繼上屆之後再以最佳小組次名出線次輪分組賽，與首輪分組賽的同組對手伊朗、南韓、阿聯酋、敘利亞和黎巴嫩爭奪出線決賽周資格，最後伊拉克只得小組第四名出局。
2023年亞洲盃，伊拉克在分組初賽三戰全勝，包括擊敗四屆冠軍日本，以小組首名出線十六強賽，可惜在十六強賽被對手約旦在補時階段攻入兩球，以2-3不敵約旦出局。
曾因安全問題，伊拉克足球隊的主場賽事需要安排在其他國家舉行，但隨著近年伊拉克國內局勢漸趨穩定，伊拉克主場賽事開始安排在本國進行。

## 球员名单
| 號碼 | 位置 | 球員姓名              | 出生日期（年齡） | 出賽 | 入球 | 效力球會       |
| ---- | ---- | --------------------- | ---------------- | ---- | ---- | -------------- |
|      |      | 贾拉尔·哈桑           | 1991年5月18日    | 71   | 0    | 祖拉体         |
|      |      | 法赫德·塔利布         | 1994年10月21日   | 18   | 0    | 巴格達空軍     |
|      |      | 艾哈迈德·巴西勒       | 1996年8月19日    | 2    | 0    | 魯薩法警察     |
|      |      |                       |                  |      |      |                |
|      | 后卫 | 弗兰斯·齐亚·普特罗斯  | 1993年7月14日    | 12   | 0    | 泰港           |
|      | 后卫 | 阿里·阿德南           | 1993年12月19日   | 84   | 7    | 喀山红宝石     |
|      | 后卫 | 穆斯塔法·纳德希姆     | 1993年9月23日    | 42   | 4    | 魯薩法警察     |
|      | 后卫 | 阿里·法耶兹·阿迪亚    | 1994年9月9日     | 47   | 4    | 巴格達大學生   |
|      | 后卫 | 马纳夫·尤尼斯         | 1996年11月16日   | 17   | 1    | 魯薩法警察     |
|      | 后卫 | Ahmed Yahya           | 1997年5月27日    | 1    | 0    | 魯薩法警察     |
|      | 后卫 | 梅赫加斯·多斯基       | 1999年12月7日    | 2    | 0    | 斯洛瓦茨科     |
|      | 后卫 | 阿来·加塞姆           | 2003年2月16日    | 9    | 0    | 哥登堡         |
|      |      |                       |                  |      |      |                |
|      | 中場 | 奥萨马·拉什德         | 1992年1月17日    | 22   | 0    | 維薛拿         |
|      | 中場 | 侯赛因·阿里·阿勒-萨迪 | 1996年11月29日   | 50   | 6    | 斯法克西恩     |
|      | 中場 | 阿姆賈德·阿特萬       | 1997年3月12日    | 72   | 3    | 舒马尔         |
|      | 中場 | Louaï El Ani          | 1997年7月12日    | 0    | 0    | 祖拉体         |
|      | 中場 | 阿米尔·阿尔·阿马里    | 1997年7月27日    | 17   | 1    | 咸史達斯       |
|      | 中場 | 艾哈迈德·法尔汉       | 1999年1月1日     | 6    | 0    | 魯薩法警察     |
|      | 中場 | 易卜拉欣·拜阿什       | 2000年5月1日     | 39   | 6    | 巴格達空軍     |
|      | 中場 | 穆罕默德·阿里·阿布德  | 2000年10月1日    | 15   | 0    | 巴格達空軍     |
|      | 中場 | 凯文·亚科布           | 2000年10月10日   | 0    | 0    | 奥胡斯         |
|      | 中場 | 亚历山大·阿拉哈       | 2003年1月17日    | 1    | 0    | 女王公园巡游者 |
|      | 中場 | 齐达内·伊克巴尔       | 2003年4月27日    | 3    | 0    | 曼聯           |
|      |      |                       |                  |      |      |                |
|      | 前鋒 | Aso Rostam            | 1994年12月1日    | 6    | 1    | 魯薩法警察     |
|      | 前鋒 | 艾曼·胡辛             | 1996年3月22日    | 61   | 14   | 阿布扎比半岛   |
|      | 前鋒 | 阿里·阿爾-哈馬迪      | 2002年3月1日     | 5    | 0    | AFC溫布頓      |

## 世界盃成績
| 世界盃參賽紀錄 | 世界盃參賽紀錄 | 世界盃參賽紀錄 | 世界盃參賽紀錄 | 世界盃參賽紀錄 | 世界盃參賽紀錄 | 世界盃參賽紀錄 | 世界盃參賽紀錄 | 世界盃參賽紀錄 |          |
| 年份           | 最終成績       | 總排名         | 場數           | 勝             | 和*            | 負             | 入球           | 失球           |          |
| -------------- | -------------- | -------------- | -------------- | -------------- | -------------- | -------------- | -------------- | -------------- | -------- |
| 1930年         | 沒有參與       | 沒有參與       | 沒有參與       | 沒有參與       | 沒有參與       | 沒有參與       | 沒有參與       | 沒有參與       | 沒有參與 |
| 1934年         | 沒有參與       | 沒有參與       | 沒有參與       | 沒有參與       | 沒有參與       | 沒有參與       | 沒有參與       | 沒有參與       | 沒有參與 |
| 1938年         | 沒有參與       | 沒有參與       | 沒有參與       | 沒有參與       | 沒有參與       | 沒有參與       | 沒有參與       | 沒有參與       | 沒有參與 |
| 1950年         | 沒有參與       | 沒有參與       | 沒有參與       | 沒有參與       | 沒有參與       | 沒有參與       | 沒有參與       | 沒有參與       | 沒有參與 |
| 1954年         | 沒有參與       | 沒有參與       | 沒有參與       | 沒有參與       | 沒有參與       | 沒有參與       | 沒有參與       | 沒有參與       | 沒有參與 |
| 1958年         | 沒有參與       | 沒有參與       | 沒有參與       | 沒有參與       | 沒有參與       | 沒有參與       | 沒有參與       | 沒有參與       | 沒有參與 |
| 1962年         | 沒有參與       | 沒有參與       | 沒有參與       | 沒有參與       | 沒有參與       | 沒有參與       | 沒有參與       | 沒有參與       | 沒有參與 |
| 1966年         | 沒有參與       | 沒有參與       | 沒有參與       | 沒有參與       | 沒有參與       | 沒有參與       | 沒有參與       | 沒有參與       | 沒有參與 |
| 1970年         | 沒有參與       | 沒有參與       | 沒有參與       | 沒有參與       | 沒有參與       | 沒有參與       | 沒有參與       | 沒有參與       | 沒有參與 |
| 1974年         | 外圍賽出局     | 外圍賽出局     | 外圍賽出局     | 外圍賽出局     | 外圍賽出局     | 外圍賽出局     | 外圍賽出局     | 外圍賽出局     |          |
| 1978年         | 退出           | 退出           | 退出           | 退出           | 退出           | 退出           | 退出           | 退出           |          |
| 1982年         | 外圍賽出局     | 外圍賽出局     | 外圍賽出局     | 外圍賽出局     | 外圍賽出局     | 外圍賽出局     | 外圍賽出局     | 外圍賽出局     |          |
| 1986年         | 第一圈         | 23             | 3              | 0              | 0              | 3              | 1              | 4              |          |
| 1990年         | 外圍賽出局     | 外圍賽出局     | 外圍賽出局     | 外圍賽出局     | 外圍賽出局     | 外圍賽出局     | 外圍賽出局     | 外圍賽出局     |          |
| 1994年         | 外圍賽出局     | 外圍賽出局     | 外圍賽出局     | 外圍賽出局     | 外圍賽出局     | 外圍賽出局     | 外圍賽出局     | 外圍賽出局     |          |
| 1998年         | 外圍賽出局     | 外圍賽出局     | 外圍賽出局     | 外圍賽出局     | 外圍賽出局     | 外圍賽出局     | 外圍賽出局     | 外圍賽出局     |          |
| 2002年         | 外圍賽出局     | 外圍賽出局     | 外圍賽出局     | 外圍賽出局     | 外圍賽出局     | 外圍賽出局     | 外圍賽出局     | 外圍賽出局     |          |
| 2006年         | 外圍賽出局     | 外圍賽出局     | 外圍賽出局     | 外圍賽出局     | 外圍賽出局     | 外圍賽出局     | 外圍賽出局     | 外圍賽出局     |          |
| 2010年         | 外圍賽出局     | 外圍賽出局     | 外圍賽出局     | 外圍賽出局     | 外圍賽出局     | 外圍賽出局     | 外圍賽出局     | 外圍賽出局     |          |
| 2014年         | 外圍賽出局     | 外圍賽出局     | 外圍賽出局     | 外圍賽出局     | 外圍賽出局     | 外圍賽出局     | 外圍賽出局     | 外圍賽出局     |          |
| 2018年         | 外圍賽出局     | 外圍賽出局     | 外圍賽出局     | 外圍賽出局     | 外圍賽出局     | 外圍賽出局     | 外圍賽出局     | 外圍賽出局     |          |
| 2022年         | 外圍賽出局     | 外圍賽出局     | 外圍賽出局     | 外圍賽出局     | 外圍賽出局     | 外圍賽出局     | 外圍賽出局     | 外圍賽出局     |          |
| 總結           | 1/22           |                | 3              | 0              | 0              | 3              | 1              | 4              |          |

### 1986年世界杯足球赛
| 1986年6月4日 12:00 UTC-5 |

| 巴拉圭     | 1 : 0 | 伊拉克 |
| ---------- | ----- | ------ |
| Romero 35' | 报告  |        |

| 内梅西奥·迭兹体育场, 托卢卡 觀眾人數：24,000 ： Edwin Picon-Ackong |

| 1986年6月8日 12:00 UTC-5 |

| 伊拉克    | 1 : 2 | 比利时                            |
| --------- | ----- | --------------------------------- |
| Radhi 59' | 报告  | 安素·史斯富 16' · Claesen 21'（） |

| 内梅西奥·迭兹体育场, 托卢卡 觀眾人數：20,000 ： Jesús Díaz |

| 1986年6月11日 12:00 UTC-5 |

| 伊拉克 | 0 : 1 | 墨西哥       |
| ------ | ----- | ------------ |
|        | 报告  | Quirarte 54' |

| 阿兹特克体育场, 墨西哥城 觀眾人數：103,763 ： Zoran Petrović |

## 洲際國家盃成績
| 年份           | 最終成績 | 場數 | 勝 | 和 | 負 | 得球 | 失球 |
| -------------- | -------- | ---- | -- | -- | -- | ---- | ---- |
| 1992年至2005年 | 未能晉級 | -    | -  | -  | -  | -    | -    |
| 2009年         | 第一圈   | 3    | 0  | 2  | 1  | 0    | 1    |
| 2013年         | 未能晉級 | -    | -  | -  | -  | -    | -    |
| 2017年         | 未能晉級 | -    | -  | -  | -  | -    | -    |
| 總結           | 1/10     | 3    | 0  | 2  | 1  | 0    | 1    |

### 2009年联合会杯
| 2009年6月14日 16:00 UTC+2 |

| 南非 | 0 : 0 | 伊拉克 |
| ---- | ----- | ------ |
|      | 报告  |        |

| 埃利斯公园球场, 约翰内斯堡 觀眾人數：48,837 ： 豪尔赫·拉里昂达 |

| 2009年6月17日 16:00 UTC+2 |

| 西班牙     | 1 : 0 | 伊拉克 |
| ---------- | ----- | ------ |
| 比利亚 55' | 报告  |        |

| 自由邦球场, 布隆方丹 觀眾人數：30,512 ： Matthew Breeze |

| 2009年6月20日 20:30 UTC+2 |

| 伊拉克 | 0 : 0 | 新西兰 |
| ------ | ----- | ------ |
|        | 报告  |        |

| 埃利斯公园球场, 约翰内斯堡 觀眾人數：23,295 ： 霍华德·韦伯 |

## 亞洲盃成績
| 年份   | 最終成績 | 總排名 | 場次 | 勝 | 和* | 負 | 得球 | 失球 |
| ------ | -------- | ------ | ---- | -- | --- | -- | ---- | ---- |
| 1956年 | 並未參加 | -      | -    | -  | -   | -  | -    | -    |
| 1960年 | 並未參加 | -      | -    | -  | -   | -  | -    | -    |
| 1964年 | 並未參加 | -      | -    | -  | -   | -  | -    | -    |
| 1968年 | 並未參加 | -      | -    | -  | -   | -  | -    | -    |
| 1972年 | 第一圈   | 6      | 3    | 0  | 2   | 1  | 1    | 4    |
| 1976年 | 殿軍     | 4      | 4    | 1  | 0   | 3  | 3    | 6    |
| 1980年 | 未能晉級 | -      | -    | -  | -   | -  | -    | -    |
| 1984年 | 未能晉級 | -      | -    | -  | -   | -  | -    | -    |
| 1988年 | 未能晉級 | -      | -    | -  | -   | -  | -    | -    |
| 1992年 | 並未參加 | -      | -    | -  | -   | -  | -    | -    |
| 1996年 | 八強     | 6      | 4    | 2  | 0   | 2  | 6    | 4    |
| 2000年 | 八強     | 7      | 4    | 1  | 1   | 2  | 5    | 7    |
| 2004年 | 八強     | 8      | 4    | 2  | 0   | 2  | 5    | 7    |
| 2007年 | 冠軍     | 1      | 6    | 3  | 3   | 0  | 7    | 2    |
| 2011年 | 八強     | 8      | 4    | 2  | 0   | 2  | 3    | 3    |
| 2015年 | 殿軍     | 4      | 6    | 2  | 1   | 3  | 8    | 9    |
| 2019年 | 十六強   | -      | 4    | 2  | 1   | 1  | 6    | 3    |
| 2023年 | 十六強   | -      | 4    | 3  | 0   | 1  | 10   | 6    |
| 總結   | 10/18    | -      | 43   | 18 | 8   | 17 | 44   | 51   |

## 亞運會成績
- 1951年 至 1970年 –未有參與
- 1974年 – 首圈
- 1978年 – 第四
- 1982年 –金牌
- 1986年 – 八強
- 1990年 至 2002年 - 未有參與
- 2006年 - 銀牌

## 西亞國家盃成績
- 2000年 – 季軍
- 2002年 -  冠軍
- 2004年 – 殿軍
- 2007年 -  亞軍

## 阿拉伯盃
- 1963年 - 未有參與
- 1964年 - 冠軍
- 1966年 - 冠軍
- 1985年 - 冠軍
- 1988年 - 冠軍
- 1992年 至 2002年 - 未有參與

## 資料來源
1. ↑  . FIFA. 2025年4月3日  [2025年4月3日].
2. ↑  Elo rankings change compared to one year ago. . eloratings.net. 2025年3月7日  [2025年3月7日].
3. ↑  .   [2007-07-26]. （原始内容存档于2016-12-14）.

## 外部連結
- football-iraq.net （页面存档备份，存于）
- iraq-football.net
- iraqfootball.org
- freewebs.com/Iraqfootball
- National & International Iraqi Information of Soccer （页面存档备份，存于）
- Iraqi national team on FIFA.com （页面存档备份，存于）
- 穆巴拉克Hassanin足球在伊拉克的博客 （页面存档备份，存于）